# Colorante láser

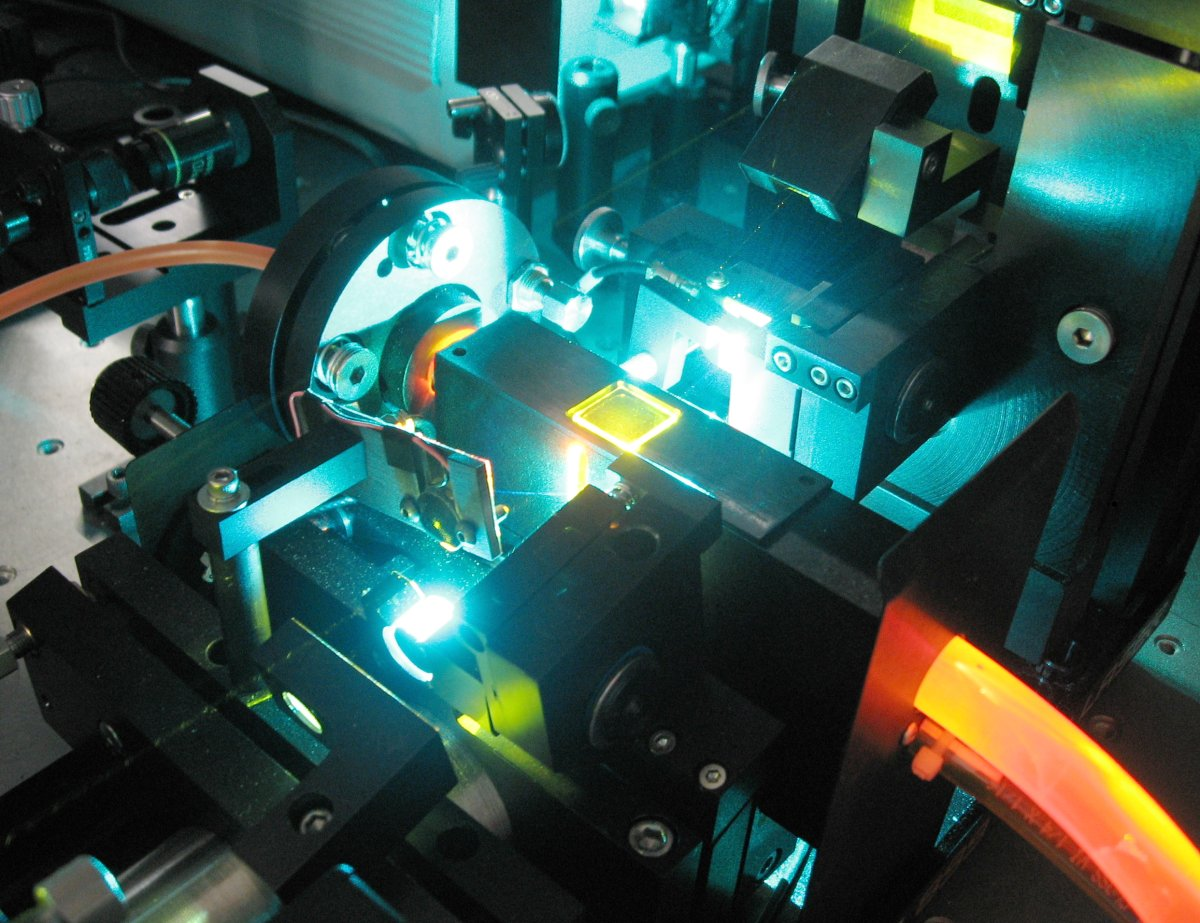
Primer plano de un láser de colorante utilizando rodamina 6G como medio activo.

Estructura molecular de rodamina 6G, quizás el colorante láser mejor conocido.

Los colorantes láser son colorantes (o tintes) utilizados como medio activo en un láser de colorante.  Los colorantes láser incluyen a las cumarinas y a las rodaminas. Los colorantes de cumarina emiten en la región verde del espectro, mientras que los colorantes de rodaminas son usados para emisión en el amarillo-rojo. El color emitido por los colorantes láser depende medio circundante, es decir, del medio en el que están disueltos. Aun así, hay docenas de colorantes láser que pueden ser usados para abarcar continuamente el espectro de emisión desde el ultravioleta cercano hasta el infrarrojo cercano.
Los colorantes láser son también utilizados para dopar matrices de estado sólido, como las de polimetacrilato de metilo (PMMA), y ORMOSIL, para proporcionar medios de ganancia para láseres de colorante de estado sólido.

## Lista parcial de colorantes láser
- Cumarinas (en varias nomenclaturas como Cumarina 480, 490, 504, 521, 504T, 521T)[3]
- Fluoresceína
- polifenil ("polifenil 1")[5]
- Rodamina 6G
- Rodamina B
- Rodamina 123
- Umbeliferona (también conocida como 7-hidroxicumarina)